# Střížov (Chotěboř)
Střížov (německy Strieschow) je ves čítající 144 obyvatel, ležící 560 m nad mořem a náležející k městu Chotěboř. Ke katastrálnímu území patří též osada Hájek. V blízkosti se nachází Panský rybník registrovaný jako významný krajinný prvek pro vzácné druhy rostlin a zbytky rašelinných luk v jeho okolí.

## Historie
Některé prameny spojují založení Střížova se jménem Lotar ze Střížova, o kterém se píše v roce 1287, ale přesvědčivé důkazy o tom nejsou. Obec ale určitě existovala na přelomu 13. a 14. století. Listiny pojednávající o převodu pozemků mezi Jitkovem a Slavětínem klášteru v Pohledu zmiňují totiž jména Protivoj ze Střížova a Zdislav ze Střížova. Listiny psali Čeněk z Borové a Albert z Borové, bratři z rodu Ronovců.
Roku 1454 náležel Střížov k Malečskému statku. Po smrti Jíry z Malče jej vyprosili synové Heřman z Malče a Jiří z Malče. V následujícím půlstoletí je pak obec připojena k panství Přibyslavskému. Hynek Boček Zajímač z Kunštátu totiž Střížov uvádí v soupisu vsí, kterým daroval právo odúmrtě – poddaní mohli svobodně odkazovat svůj majetek. Roku 1515 koupil celé panství Mikuláš mladší Trčka z Lípy. Jeho dědicové pak panství se Střížovem prodali Karlu z Valdštejna a na Skále. Jeho dcera Kateřina sňatkem převedla majetek na Zachariáše z Hradce. Jáchym Oldřich z Hradce v roce 1597 prodal panství Zejdlicům z Schönfeldu. V roce 1623 byl majetek Rudolfa Zejdlice zabaven královskou komorou pro účast v protihabsburském povstání. Majetek pak koupil kardinál František, kníže z Ditrichsteina. Jeho potomci spravovali panství až do roku 1848, kdy došlo ke zrušení vrchnostenských správ.
V obci stojí kaple z roku 1873, pomník připomínající oběti první a druhé světové války a kamenný křížek.
| Rok            | 1869 | 1880 | 1890 | 1900 | 1910 | 1921 | 1930 | 1950 | 1961 | 1970 | 1980 | 1991 | 2001 |
| -------------- | ---- | ---- | ---- | ---- | ---- | ---- | ---- | ---- | ---- | ---- | ---- | ---- | ---- |
| Počet obyvatel | 624  | 628  | 668  | 643  | 617  | 622  | 557  | 396  | 358  | 272  | 220  | 159  | 146  |

## Galerie

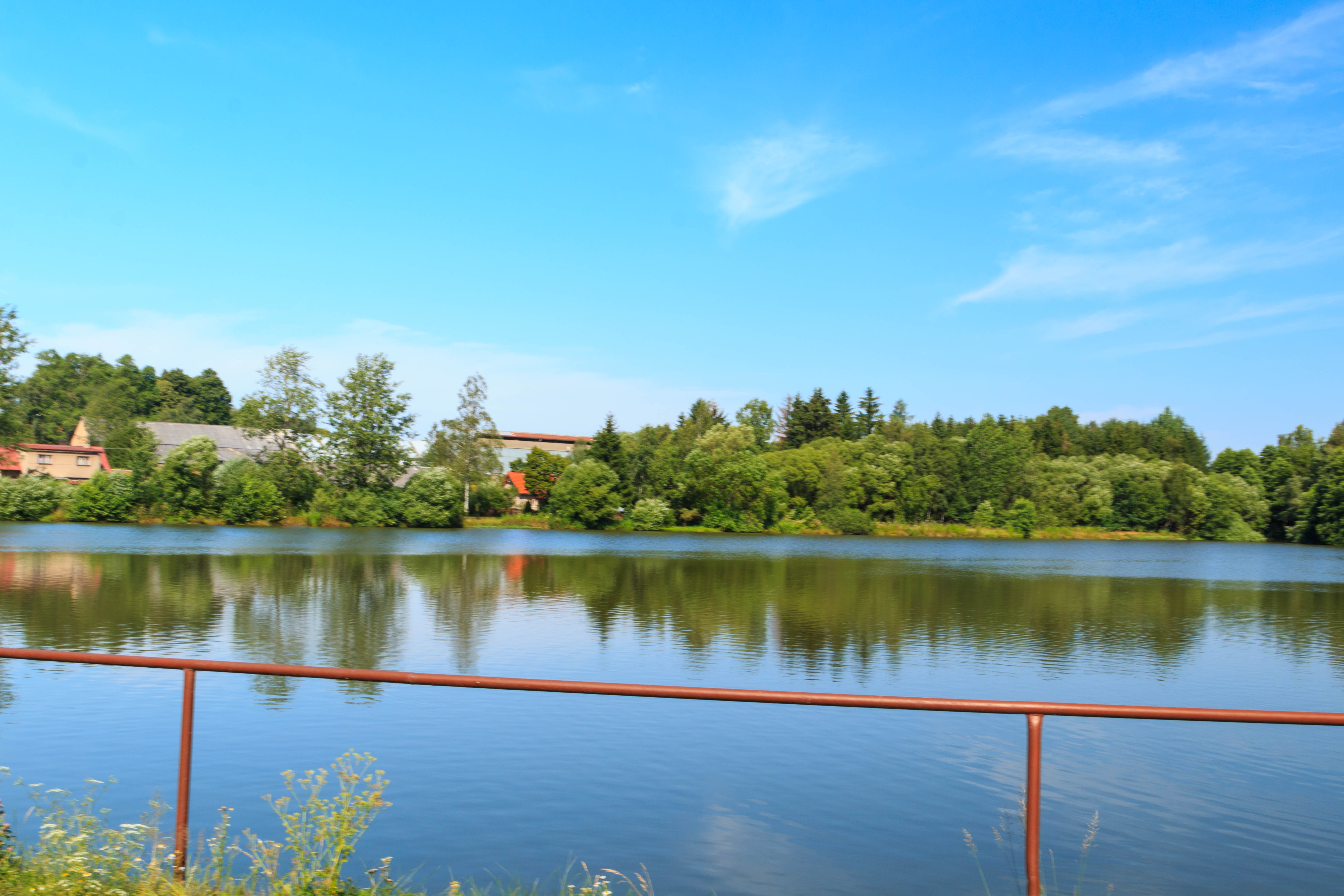
Střížov rybník
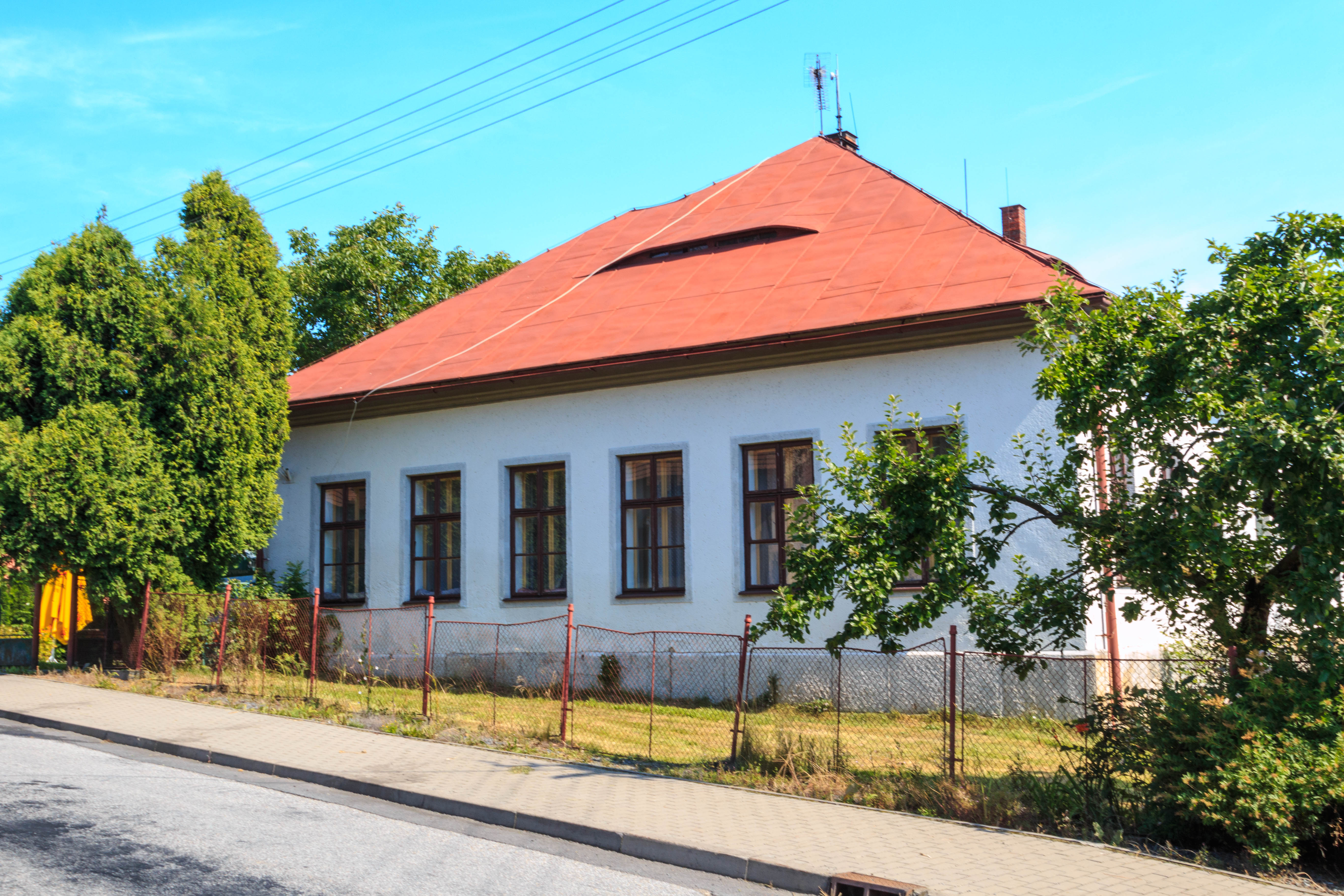
Střížov č. 86
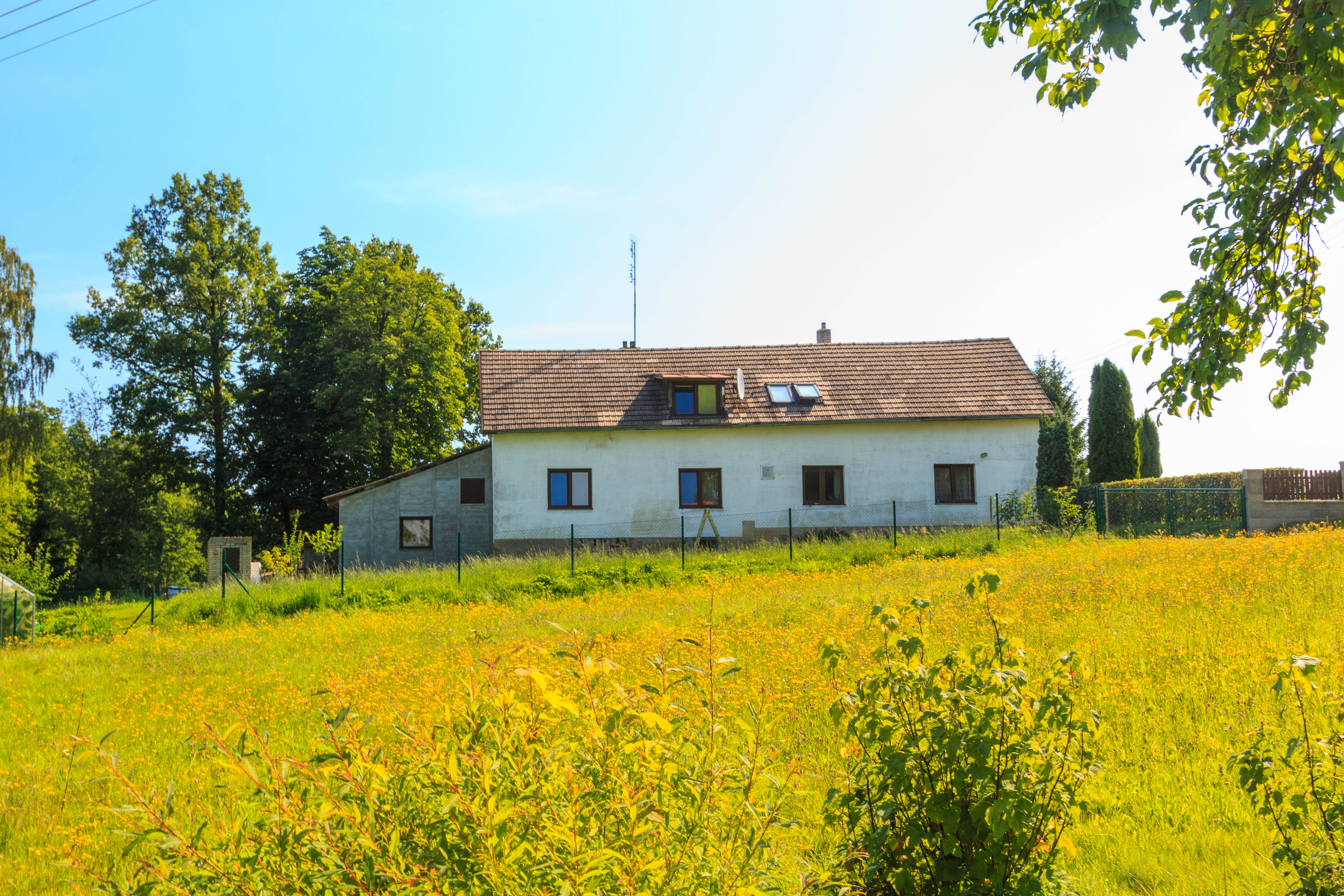
Střížov čp. 78
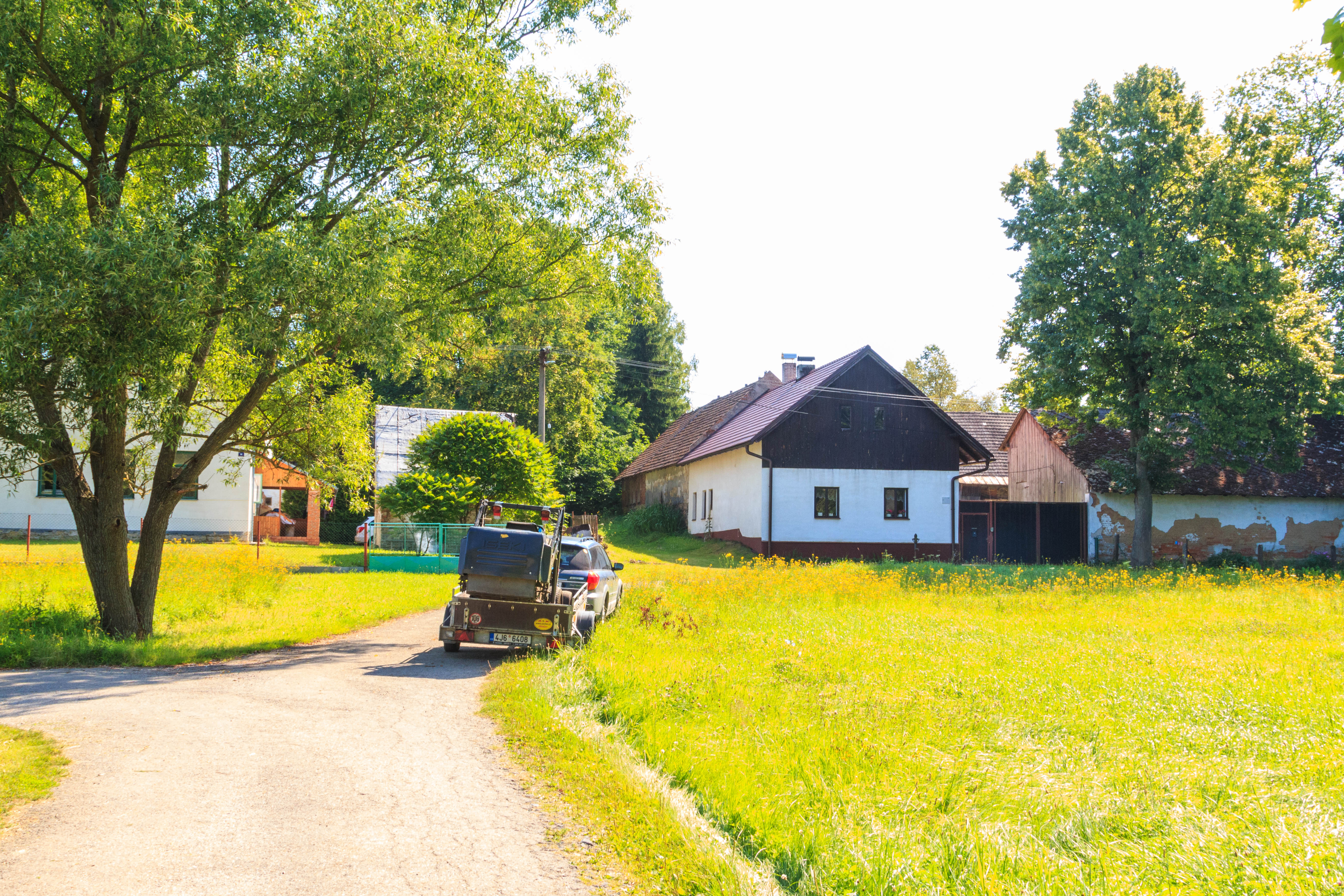
Střížov čp. 89